# Курага
Курага́ — сушені абрикоси або персики без кісточок. Належить до сухофруктів. Крупні сорти сушать без кісточок, дрібні сорти — урюк, сушать з кісточками, оскільки у більшості сортів урюку кісточки погано відділяються від м'якоті. Урюк як цільний плід має більш високу поживну цінність.

## Виготовлення
Для виготовлення кураги плоди абрикосів сушать в спеціально відведених для цього місцях на сонці протягом шести — восьми днів, після чого і виходить готовий продукт. Для виготовлення одного кілограма кураги необхідно три-чотири кілограми свіжих абрикосів.
Натуральна курага має забарвлення темного кольору, якщо протягом сушіння на абрикоси потрапляє волога.

## Харчові якості
Основна цінність даного продукту в тому, що при висушуванні зберігається більшість вітамінів і мікроелементів. Курага цінна високим вмістом калію, органічних кислот, каротину, фосфору, кальцію, заліза, вітаміну В5. Відома вона як засіб зміцнення серця, підвищення гемоглобіну. Широко використовується у кулінарії для приготування пирогів, тортів, десертів, узварів.
Курага є натуральним спалювачем жиру.

## Шкода здоров'ю
Зараз широко використовуються промислові способи заготівлі кураги, що передбачають використання токсичної неорганічної сполуки діоксиду сірки (E220) та інших консервантів. В результаті цього сушені плоди зберігають привабливий яскравий жовто-помаранчевий колір. Абсолютна більшість кураги, представленої на ринку, виготовлена саме цим способом. При тривалому вживанні такої кураги діоксид сірки накопичується в організмі і вражає легені, бронхи, викликає алергію, астму.
В українських магазинах представлена, як правило, курага з Туреччини. З цієї ж країни привозять так звану «органік» або натуральну курагу темного кольору. Вона вирощується без застосування пестицидів або гербіцидів і висушується без діоксиду сірки. Вона значно дорожча і солодша за звичайну блискучу курагу жовто-помаранчевого кольору.

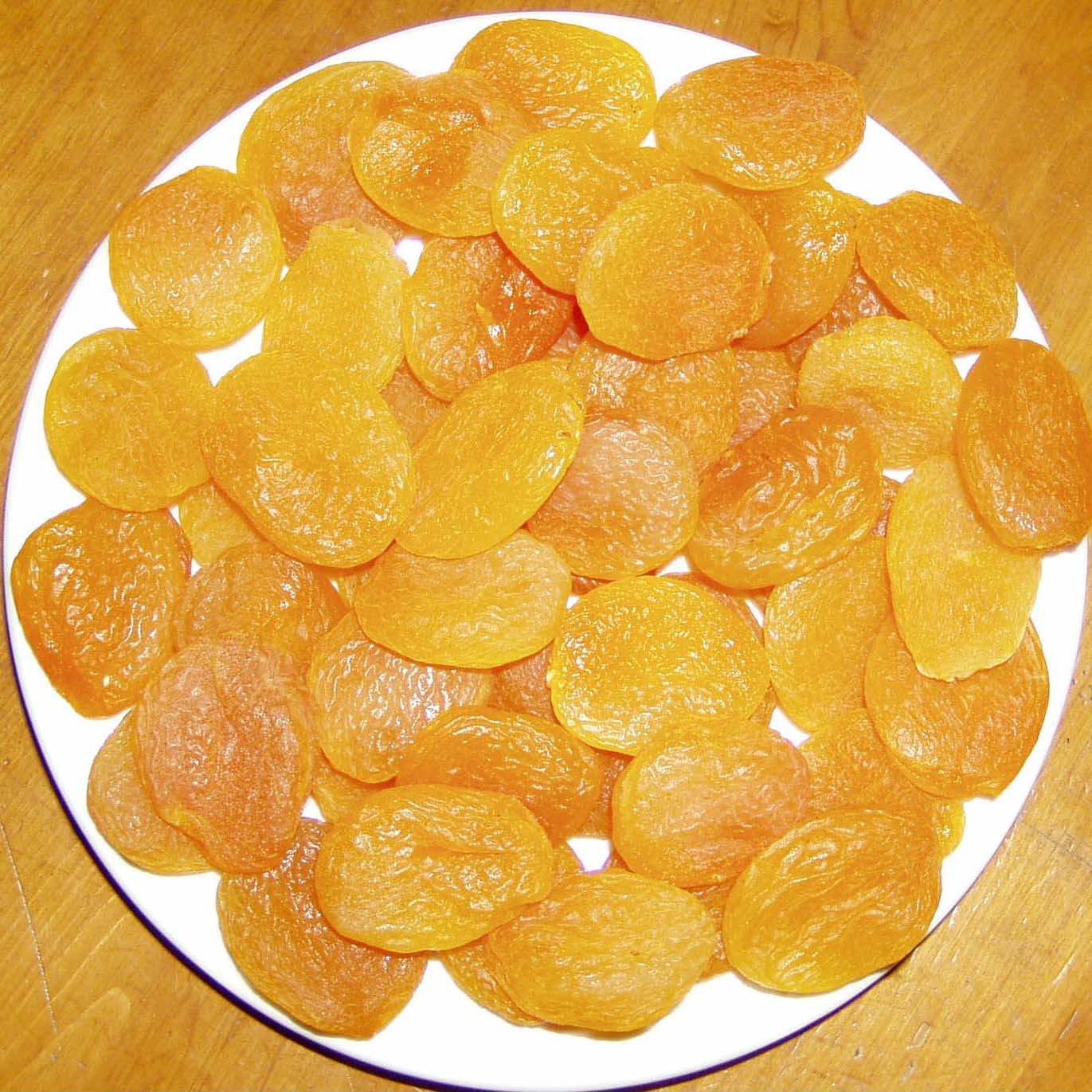